# Tierra del Pan
Tierra del Pan è una comarca della Spagna, situata nella comunità autonoma di Castiglia e León ed in particolare nella provincia di Zamora.